# Ricinocarpos cyanescens
Ricinocarpos cyanescens är en törelväxtart som beskrevs av Johannes Müller Argoviensis. Ricinocarpos cyanescens ingår i släktet Ricinocarpos och familjen törelväxter. Inga underarter finns listade i Catalogue of Life.